# Liste von Söhnen und Töchtern der Stadt Tiflis
Die folgende Liste enthält in Tiflis geborene Persönlichkeiten, chronologisch aufgelistet nach dem Geburtsjahr. Die Liste erhebt keinen Anspruch auf Vollständigkeit.

## 18. Jahrhundert
- Sayat Nova (1712–1795), armenischer Sänger, Dichter, Geistlicher und Komponist
- Roustam Raza (1780–1845), Mamluke
- Wassili Bebutow (1792–1858), Fürst und General der russischen Armee
- Iwane Andronikaschwili (1798–1868), Fürst und russischer General

## 19. Jahrhundert
- Nikolos Barataschwili (1817–1844), Dichter
- Michail Loris-Melikow (1824–1888), General, Innenminister und Chef der russischen Geheimpolizei
- Andreas Arzruni (1847–1898), Mineraloge
- Geworg V. (1847–1930), von 1911 bis 1930 Katholikos der Armenischen Apostolischen Kirche
- Dawit Saradschischwili (1848–1911), Cognac-Fabrikant und Philanthrop
- Sergei Witte (1849–1915), Unternehmer und Staatsmann
- Alexei Brussilow (1853–1926), General der Kaiserlich Russischen Armee im Ersten Weltkrieg
- Georgi Romanow (1863–1919), Enkel des Zaren Nikolaus I.
- Alexander Romanow (1866–1933), Großfürst und Admiral
- Oskar Schmerling (1867–1938), Maler und Grafiker
- Werner von Bolton (1868–1912), deutscher Chemiker und Werkstoffwissenschaftler
- Alexander Dobrschanski (1873–1937), Sportschütze
- Magdeleine Guipet (1874–1915), französische Tänzerin
- Juri Woronow (1874–1931), Botaniker
- Wladimir Ignatowski (1875–1942), Physiker
- Eleonora „Lola“ Ter-Parsegowa-Machwiladse (1875–1930), Pädagogin, Revolutionärin und Politikerin.
- Wera Ossipowa (1875–1954), russische bzw. sowjetische Psychologin
- Alexandra Wassiljewa-Sinzowa (1875–1943), russische bzw. sowjetische Physikochemikerin und Hochschullehrerin
- Surab Awalischwili (1876–1944), Historiker, Jurist und Politiker
- Iwane Dschawachischwili (1876–1940), Wissenschaftler
- Pawel Bermondt-Awaloff (1877–1974), Offizier
- Iwanow-Rasumnik (1878–1946), russischer Kultur- und Literaturkritiker und Soziologe
- Mychajlo Omeljanowytsch-Pawlenko (1878–1952), Militärführer
- Stepan Schahumjan (1878–1918), Politiker
- Nikolai Gersewanow (1879–1950), Bodenmechanik-Ingenieur und Hochschullehrer
- Lewon Rotinjan (1879–1964), armenischer Physikochemiker und Hochschullehrer
- Boris Bachmetjew (1880–1951), Ingenieur und Diplomat
- Wladimir Ern (1882–1917), russischer Religionsphilosoph
- Nina Wedenejewa (1882–1955), Physikerin und Hochschullehrerin
- Georges Pitoëff (1884–1939), französischer Schauspieler, Regisseur und Theaterleiter
- Samuil Samossud (1884–1964), Dirigent
- Boris Wedenejew (1885–1947), russisch-sowjetischer Wasserbauingenieur
- Anuschawan Ter-Gewondjan (1887–1961), Komponist
- Anatoli Iljitsch Gekker (1888–1937), Offizier, Komkor (Generaloberst)
- Emmanuil Jentschmen (1891–1966), Philosoph
- Nikolos Muschelischwili (1891–1976), Mathematiker
- Alexander Procofieff De Seversky (1894–1974), Luftfahrtingenieur
- Schasmjen (1894–1978), Schauspielerin und Politikerin
- Micheil Tschiaureli (1894–1974), Filmregisseur
- Hassan Arfa (1895–1983), General und Diplomat
- Iwan Jumaschew (1895–1972), sowjetischer Admiral und Seekriegsminister
- Lado Gudiaschwili (1896–1980), Maler
- Gework Alichanow (1897–1938), Politiker
- Rouben Mamoulian (1897–1987), US-amerikanischer Film- und Theaterregisseur
- Lew Knipper (1898–1974), russischer Komponist
- Yervand Kochar (1899–1979), armenischer Maler und Bildhauer
- Jerwand Kotschar (1899–1979), Maler und Bildhauer
- Akim Tamiroff (1899–1972), Schauspieler
- Wassili Weber (1900–1987), russischer Geologe

## 20. Jahrhundert

### 1901 bis 1920
- Berthold Lubetkin (1901–1990), Architekt
- Sofja Tamamschjan (1901–1981), armenisch-sowjetische Botanikerin
- Josef Berger (1902–1969), Schweizer Theatergründer, Regisseur und Schauspieler
- Aram Chatschaturjan (1903–1978), Komponist
- Michail Kalatosow (1903–1973), Filmregisseur
- Georgi Berijew (1903–1979), Flugzeug-Konstrukteur
- Abram Alichanow (1904–1970), Physiker
- Bogdan Kobulow (1904–1953), Geheimdienstgeneral und stellvertretender Innenminister der Sowjetunion
- Pēteris Ātrens (1905–1952), Fußballspieler
- Wladimir Horbowski (1905–1989), Klavierpädagoge
- Alexander Melik-Pashayev (1905–1964), russisch-armenischer Dirigent
- Anna Schchijan (1905–1990), sowjetische Botanikerin
- Amajak Kobulow (1906–1955), Generalleutnant der Roten Armee
- Ewgeni Charadse (1907–2001), georgisch-sowjetischer Astronom und Hochschullehrer
- Wiktor Hambardsumjan (1908–1996), Astrophysiker und Astronom
- Rafajel Israjeljan (1908–1973), Architekt und Hochschullehrer
- Raul-Juri Ervier (1909–1991), sowjetischer Geologe
- Genrich Gasparjan (1910–1995), Schachmeister und Studienkomponist
- Nino Ramischwili (1910–2000), Balletttänzerin, Choreografin und Mitbegründerin des Georgischen Nationalballetts Suchischwili
- Wachtang Tschabukiani (1910–1992), Tänzer und Choreograph
- Tadeusz Gede (1911–1982), Politiker
- Giwi Dschawachischwili (1912–1985), Politiker und Premierminister von Georgien
- Iwan Magakjan (1914–1982), sowjetischer Geologe
- Deborah Bertonoff (1915–2010), russisch-israelische Tänzerin, Choreographin, Tanzpädagogin und Autorin
- Harry Kleiner (1916–2007), US-amerikanischer Drehbuchautor und Filmproduzent
- Irene Galitzine (1918–2006), Modeschöpferin
- Alla Massewitsch (1918–2008), russische Astronomin
- Nora Pfeffer (1919–2012), russlanddeutsche Schriftstellerin

### 1921 bis 1930
- Tschabua Amiredschibi (1921–2013), Schriftsteller
- Gia Nadareischwili (1921–1991), Schachspieler
- Konstantine Zereteli (1921–2004), Semitist
- Lawinija Baschbeuk-Melikjan (1922–2005), sowjetische bzw. armenische bzw. russische Malerin
- Eduard Abramjan (1923–1986), Pianist und Musikpädagoge
- Tariel Bakradze (1923–1997), sowjetisch-georgischer Pianist und Komponist
- Natalja Delone (1923–2024), sowjetisch-russische Genetikerin und Hochschullehrerin
- Rudolf Kehrer (1923–2013), Pianist und Klavierpädagoge
- Giorgi Tschachawa (1923–2007), Architekt
- Surab Kapanadse (1924–1989), Künstler
- Otar Koberidse (1924–2015), Schauspieler, Regisseur und Drehbuchautor
- Alexei Murawljow (1924–2023), russischer Komponist
- Sergei Paradschanow (1924–1990), Filmregisseur
- Otar Taktakischwili (1924–1989), Komponist
- Marlen Chuzijew (1925–2019), Filmregisseur, Drehbuchautor und Schauspieler
- Roi Medwedew (* 1925), russischer Historiker und Politiker
- Schores Medwedew (1925–2018), russischer Biochemiker, Historiker und Dissident
- Margarita Rudenko (1926–1976), russische Philologin, Orientalistin, Kurdologin, Literaturwissenschaftlerin und Ethnographin
- Sulchan Nassidse (1927–1996), Komponist und Pianist
- Elgudscha Amaschukeli (1928–2002), Bildhauer und Maler
- Nodar Dumbadse (1928–1984), Schriftsteller
- Lew Wlassenko (1928–1996), russischer Pianist und Klavierpädagoge
- Leila Abaschidse (1929–2018), Schauspielerin
- Dilarə Əliyeva (1929–1991), Philologin, Übersetzerin und Feministin sowie Politikerin
- Merab Berdsenischwili (1929–2016), Bildhauer
- Pjotr Mschwenijeradse (1929–2003), Wasserballspieler
- Tigran Petrosjan (1929–1984), Schach-Großmeister
- Rafael Tschimischkjan (1929–2022), sowjetisch-armenischer Gewichtheber
- Jewgeni Abramjan (1930–2014), Physiker und Autor
- Georgi Danelija (1930–2019), Filmregisseur und Drehbuchautor
- Alexander Pirumow (1930–1995), armenisch-russischer Komponist und Musikpädagoge
- Albert Tawchelidse (1930–2010), georgisch-sowjetischer Physiker und Hochschullehrer

### 1931 bis 1940
- Dmitri Baschkirow (1931–2021), russischer Pianist
- Mikael Tariwerdijew (1931–1996), armenisch-georgischer Komponist
- Abel Aganbegjan (* 1932), russischer Wirtschaftswissenschaftler
- Guranda Gwaladse (1932–2020), Botanikerin
- Seda Wermischewa (1932–2020), sowjetische bzw. armenische Ökonomin und Dichterin
- Nadeschda Chnykina (1933–1994), Leichtathletin
- Roman Dsneladse (1933–1966), Ringer
- Nodar Gabunia (1933–2000), Komponist und Pianist
- Larissa Sacharowa (1933–2017), Historikerin und Hochschullehrerin.
- Robert Schawlakadse (1933–2020), Leichtathlet
- Eldar Schengelaia (1933–2025), Filmproduzent und Politiker
- Otar Iosseliani (1934–2023), Filmregisseur
- Surab Zereteli (1934–2025), Bildhauer, bildender Künstler und Architekt
- Gija Kantscheli (1935–2019), Komponist
- Awtandil Koridse (1935–1966), Ringer
- Pawel Arsenow (1936–1999), Filmregisseur
- Eldar Issakadze (1936–2005), Cellist und Cellopädagoge
- Micheil Meschi (1937–1991), Fußballspieler
- Giorgi Schengelaia (1937–2020), Filmregisseur
- Sopiko Tschiaureli (1937–2008), Schauspielerin
- Wachtang Kikabidse (1938–2023), Filmschauspieler, Sänger und Regisseur
- Tengis Kitowani (1938–2023), Künstler, Kriegsherr und Politiker
- Schota Kweliaschwili (1938–2004), Sportschütze
- Alexander Prochanow (* 1938), russischer Schriftsteller und Journalist
- Suren Arutjunjan (1939–2019), sowjetischer Politiker armenischer Abstammung.
- Sarbeg Beriaschwili (1939–2020), Ringer
- Guram Dotschanaschwili (1939–2021), Schriftsteller
- Swiad Gamsachurdia (1939–1993), Schriftsteller, Dissident und Politiker
- Merab Kostawa (1939–1989), Dissident, Musiker und Dichter
- Aida Aschcharua (1940–2016), sowjetische bzw. abchasische Pianistin und Hochschullehrerin
- Igor Pitschikjan (1940–1997), russischer Archäologe

### 1941 bis 1960
- Omar Bliadse (1942–2022), Ringer
- Vakhtang Jordania (1942–2005), Dirigent
- Elisso Wirsaladse (* 1942), Pianistin
- Avtandil Tomaschvili (1943–2003), Maler und Grafiker
- Roman Dzindzichashvili (* 1944), Schachspieler
- Alexander Metreweli (* 1944), Tennisspieler
- Elisabeth Leonskaja (* 1945), Pianistin
- Giuli Alassania (* 1946), Historikerin
- Liana Issakadse (1946–2024), Geigerin und Dirigentin
- Manana Doidschaschwili (1947–2023), Pianistin
- Tamas Giorgadse (* 1947), Schachspieler
- Russudan Lortkipanidse (* 1947), Architektin, Hochschullehrerin und Diplomatin
- Karen Swassjan (1948–2024), armenischer Philosoph, Literaturwissenschaftler, Kulturhistoriker und Anthroposoph
- Nana Dschordschadse (* 1948), Drehbuchautorin und Filmregisseurin
- Nugsar Bagration-Grusinski (1950–2025), Theaterintendant und -regisseur
- Dawit Qipiani (1951–2001), Fußballspieler und -trainer
- Aleksandre Toradse (1952–2022), Pianist
- Michail Gigolaschwili (* 1954), deutsch-georgischer Schriftsteller
- Paata Burtschuladse (* 1955), Opernsänger
- Badri Patarkazischwili (1955–2008), Geschäftsmann
- Boris Akunin (* 1956), Japanologe, Literaturwissenschaftler, Übersetzer und Kriminalschriftsteller
- Kacha Bendukidse (1956–2014), Industrieller und Politiker
- Giorgi Chaindrawa (* 1956), Politiker
- Rafael Harutjunjan (* 1957), armenischer Eiskunstlauftrainer
- Dawit Surabischwili (* 1957), Politiker
- Dito Tsintsadze (* 1957), Drehbuchautor und Filmregisseur
- Grigol Waschadse (* 1958), Diplomat, Unternehmer und Politiker
- Giorgi Guraspaschwili (* 1959), Maler und Bildhauer und Professor
- Surab Asmaiparaschwili (* 1960), Schachmeister
- Reso Kiknadze (* 1960), Komponist und Saxophonist
- Georgi Mschwenijeradse (* 1960), Wasserballspieler

### 1961 bis 1970
- Konstantine Gamsachurdia (* 1961), Politiker und Iranist
- Waleri Tschetschelaschwili (* 1961), Politiker
- Liana Zotadse (* 1961), Wasserspringerin
- Tamara Gwerdziteli (* 1962), Kontra-Altistin
- Nana Iosseliani (* 1962), Schachspielerin
- Anna Kharauli (* 1962), Philologin
- Nino Ananiaschwili (* 1963), Primaballerina
- Ewa Goziridse (* 1963), Juristin
- Aleksandre Lomaia (* 1963), Politiker
- Dawit Lortkipanidse (* 1963), Paläoanthropologe
- Surab Schwania (1963–2005), Politiker
- Leri Chabelowi (* 1964), Ringer
- Lewan Gatschetschiladse (* 1964), Unternehmer und Politiker
- Wachtang Iagoraschwili (* 1964), Pentathlet
- Wladimer Tschipaschwili (* 1964), Politiker
- Lewan Uruschadse (1964–2013), Historiker
- Giorgi Zereteli (* 1964), Politiker
- Dawit Gamqrelidse (* 1965), Politiker
- Merab Ninidse (* 1965), Schauspieler
- Dato Barbakadse (* 1966), Schriftsteller, Essayist und Übersetzer
- Wladimir Gogoladse (* 1966), Turner
- Dawit Turaschwili (* 1966), Schriftsteller
- Giorgi Kwirikaschwili (* 1967), Politiker
- Micheil Saakaschwili (* 1967), Politiker
- Giorgi Baramidse (* 1968), Politiker
- Dawit Depi Gogibedaschwili (* 1968), Schriftsteller
- Stella Grigorian (* 1968), armenische Opernsängerin
- Manana Kobachidse (* 1968), Juristin
- Leila Mes’chi (* 1968), Tennisspielerin
- Dawit Sicharulidse (* 1968), Arzt und Politiker
- Rewas Arweladse (* 1969), Fußballspieler
- Lewan Gabriadse (* 1969), georgisch-russischer Schauspieler und Regisseur
- Heorhij Gongadse (1969–2000), georgisch-ukrainischer Journalist
- Giorgi Margwelaschwili (* 1969), Politiker und seit 2013 Präsident Georgiens
- Nino Salukwadse (* 1969), Sportschützin
- Benny Sudakov (* 1969), israelischer Mathematiker
- Wassili Dawidenko (* 1970), russischer Radrennfahrer
- Lado Gurgenidse (* 1970), Bankier und Politiker
- Oleksandr Kwitaschwili (* 1970), georgischer und ukrainischer Politiker

### 1971 bis 1980
- Thea Djordjadze (* 1971), Künstlerin
- Micheil Qawelaschwili (* 1971), Fußballspieler
- Wachtang Kipiani (* 1971), ukrainischer Journalist, Publizist, Schriftsteller und Historiker georgischer Herkunft
- Guivi Sissaouri (* 1971), Ringer
- Dawit Bakradse (* 1972), Diplomat und Politiker
- Giga Bokeria (* 1972), Politiker
- Tinatin Gambashidze (* 1972), Konzertpianistin
- Khatuna Mikaberidze (* 1972), Mezzosopranistin
- Natalia Nasaridse (* 1972), türkische Bogenschützin
- Giorgi Papuaschwili (* 1972), Politiker
- Artschil Arweladse (* 1973), Fußballspieler
- Schota Arweladse (* 1973), Fußballspieler
- Giorgi Kinkladse (* 1973), Fußballspieler
- Grigol Mgaloblischwili (* 1973), Diplomat und Politiker
- Aleks Aleksischwili (* 1974), Politiker
- Khatuna Lorig (* 1974), Bogenschützin
- Chatuna Narimanidse (* 1974), Bogenschützin
- Maja Zkitischwili (* 1974), Politikerin
- Tea Akhvlediani (* 1975), Politikerin und Diplomatin
- Emzarios Bedinidis (* 1975), Ringer
- David Bichinashvili (* 1975), Ringer
- Nino Churzidse (1975–2018), Schachspielerin
- Giorgi Gacharia (* 1975), Politiker
- Nika Gilauri (* 1975), Politiker
- Nino Jvania (* 1975), Pianistin
- Russudan Meipariani (* 1975), Komponistin
- Giorgi Ugulawa (* 1975), Politiker
- Irma Issakadse (* 1976), Pianistin
- Giorgi Kiknadse (* 1976), Fußballspieler und -trainer
- Wladimer Stepania (* 1976), Basketballspieler
- Lewan Zkitischwili (* 1976), Fußballspieler
- Aleksandre Iaschwili (* 1977), Fußballspieler
- Lewan Kobiaschwili (* 1977), Fußballspieler
- Maia Lomineischwili (* 1977), Schachspielerin
- Ilona Teimurasowa (* 1977), Konzertpianistin und Musikpädagogin
- Eka Tqeschelaschwili (* 1977), Politikerin und Juristin
- Rati Aleksidse (* 1978), Fußballspieler
- Giorgi Arweladse (* 1978), Politiker
- Sergo Datukaschwili (* 1978), Handballspieler
- Nana Ekvtimishvili (* 1978), Schriftstellerin, Drehbuchautorin und Filmregisseurin
- Giorgi Latso (* 1978), Pianist und Komponist
- Mamuka Mdinaradse (* 1978), Anwalt
- Sergej Movsesjan (* 1978), Schachmeister
- Dawit Mudschiri (* 1978), Fußballspieler
- Stepan Tschernowezkyj (* 1978), ukrainischer Unternehmer
- Géla Babluani (* 1979), Regisseur und Drehbuchautor
- Lisa Batiashvili (* 1979), Violinistin
- Giorgi Lomaia (* 1979), Fußballspieler
- Giorgi Schaschiaschwili (* 1979), Fußballspieler
- Georgy Arsumanjan (* 1980), armenischer Schachspieler
- Aleksandr Doxturishvili (* 1980), Ringer
- Dawit Schengelia (* 1980), Schachspieler
- Aleksandr Tadewosjan (* 1980), armenischer Fußballspieler

### 1981 bis 1990
- Otar Chisaneischwili (* 1981), Fußballspieler
- Surab Chisanischwili (* 1981), Fußballspieler
- Ilia Kandelaki (* 1981), Fußballspieler
- Irakli Labadse (* 1981), Tennisspieler
- Dawit Siradse (* 1981), Fußballspieler
- Mamuka Bachtadse (* 1982), Politiker
- Dawit Chintschagischwili (* 1982), Rugby-Union-Spieler
- Paata Chmaladse (* 1982), Billardspieler
- Giorgi Kiknadze (* 1982), Jazzmusiker
- Sopo Gelowani (* 1983), Popsängerin
- Bessarion Gotschaschwili (* 1983), Ringer
- Nino Haratischwili (* 1983), Theaterregisseurin und Dramatikerin
- Nino Matschaidse (* 1983), Opernsängerin
- Hanna Kasjanowa (* 1983), ukrainische Siebenkämpferin
- Ramas Nosadse (* 1983), Ringer
- Giorgi Oniani (* 1983), Fußballspieler
- Nino Tschcheidse (* 1984), Sängerin, Songwriterin und Hutdesignerin
- Otar Marzwaladse (* 1984), Fußballspieler
- Zaza Pachulia (* 1984), Basketballspieler
- Maria Levin (* 1984), Schlagersängerin
- Anita Ratschwelischwili (* 1984), Opernsängerin
- Lewan Aroschidse (* 1985), Schachspieler
- Merab Gagunaschwili (* 1985), Schachspieler
- Georgi Waschajewitsch Ketojew (* 1985), russischer Ringer georgisch-ossetischer Herkunft
- Elene Naveriani (* 1985), Filmregissegie- und -autorenperson
- Sopo Nischaradse (* 1985), Schauspielerin und Songwriterin
- Giorgi Seturidse (* 1985), Fußballspieler
- Mate Ghwinianidse (* 1986), Fußballspieler
- Lewan Panzulaia (* 1986), Schachspieler
- Giorgi Popchadse (* 1986), Fußballspieler
- Guram Kaschia (* 1987), Fußballspieler
- Tornike Kipiani (* 1987), Sänger
- Boleslaw Schirtladse (* 1987), Leichtathlet
- Iason Abramaschwili (* 1988), Skirennläufer
- Rewas Barabadse (* 1988), Fußballspieler
- David Baramidze (* 1988), Schachgroßmeister
- Ani und Nia Sulkhanishvili (* 1988), Pianistinnen
- Giorgi Mikadze (* 1989), Pianist und Komponist
- Dimitris Minasidis (* 1989), Gewichtheber
- Dawit Targamadse (* 1989), Fußballspieler
- Beka Adamaschwili (* 1990), Schriftsteller und Blogger
- Davit Askurava (* 1990), Radsportler
- Elene Gedewanischwili (* 1990), Eiskunstläuferin
- Lewan Mtschedlidse (* 1990), Fußballspieler
- Lewan Qenia (* 1990), Fußballspieler
- Sopio Toroschelidse (* 1990), Sängerin und Komponistin

### 1991 bis 2000
- Tinatin Dalakischwili (* 1991), Schauspielerin und Model
- Sopiko Guramischwili (* 1991), Schachspielerin
- Giorgi Gwelessiani (* 1991), Fußballspieler
- Nika Pilijew (* 1991), russischer Fußballspieler
- Tornike Schengelia (* 1991), Basketballspieler
- Nikolos Bassilaschwili (* 1992), Tennisspieler
- Nini Tsiklauri (* 1992), deutsche Schauspielerin georgischer Herkunft
- Keti Zazalaschwili (* 1992), Schachspielerin
- Sandro Basadse (* 1993), Säbelfechter
- Dawit Chotscholawa (* 1993), Fußballspieler
- Aleksandre Metreweli (* 1993), Tennisspieler
- Nika Amaschukeli (* 1994), Rugby-Union-Schiedsrichter
- Saba Lobschanidse (* 1994), Fußballspieler
- Nika Sandokhadze (* 1994), Fußballspieler
- Luka Mkheidze (* 1996), französischer Judoka
- Sandro Altunaschwili (* 1997), Fußballspieler
- Aleksandre Bakschi (* 1997), Tennisspieler
- Nuza Busaladse (* 1997), Sängerin
- Lewan Schordania (* 1997), Fußballspieler
- Mariam Eradze (* 1998), isländische Handball- und Volleyballspielerin
- Luka Lotschoschwili (* 1998), Fußballspieler
- Sachil Alachwerdowi (* 1999), Boxer
- Luka Gugeschaschwili (* 1999), Fußballtorhüter
- Giorgi Kotschoraschwili (* 1999), Fußballspieler
- Giorgi Kuzia (* 1999), Fußballspieler
- Nika Ninua (* 1999), Fußballspieler
- Giorgi Tschakwetadse (* 1999), Fußballspieler
- Lika Chartschilawa (* 2000), Sprinterin
- Iru Chetschanowi (* 2000), Sängerin
- Giorgi Mamardaschwili (* 2000), Fußballspieler
- Sura Tkemaladse (* 2000), Tennisspieler

## 21. Jahrhundert
- Suriko Dawitaschwili (* 2001), Fußballspieler
- Aleksandre Kalandadse (* 2001), Fußballspieler
- Chwitscha Kwarazchelia (* 2001), Fußballspieler
- Ansor Mekwabischwili (* 2001), Fußballspieler
- Saba Purzeladse (* 2001), Tennisspieler
- Giorgi Tskhovrebadze (* 2001), Handballspieler
- Saba Mamazaschwili (* 2002), Fußballspieler
- Luka Gagnidse (* 2003), Fußballspieler
- Luka Zulukidse (* 2004), Fußballspieler
- Luka Parkadse (* 2005), Fußballspieler
- Wachtang Salia (* 2007), Fußballspieler